# Котен, Терренс
Те́рренс Де́йвин Ко́тен (англ. Terrance Davin Cauthen; род. 14 мая 1976, Трентон) — американский боксёр, представитель лёгкой и полусредней весовых категорий. Выступал за сборную США по боксу в середине 1990-х годов, бронзовый призёр летних Олимпийских игр в Атланте, чемпион американского национального первенства среди любителей. В период 1996—2012 годов также боксировал на профессиональном уровне.

## Биография
Терренс Котен родился 14 мая 1976 года в городе Трентон штата Нью-Джерси, США. Проходил подготовку в Филадельфии в зале Джо Фрейзера.

### Любительская карьера
Впервые заявил о себе в 1993 году, приняв участие в национальном турнире «Золотые перчатки», где боксировал в полулёгкой весовой категории.
В 1994 году поднялся в лёгкий вес и выступил на Играх доброй воли в Санкт-Петербурге. В рамках матчевой встречи со сборной Германии встретился с известным немецким боксёром Марко Рудольфом, но уступил ему со счётом 13:19.
В 1995 году боксировал на международном турнире «Хиральдо Кордова Кардин» на Кубе, где в четвертьфинале был остановлен кубинцем Лоренсо Арагоном. Одержал победу на чемпионате США среди любителей в зачёте лёгкой весовой категории.
Благодаря череде удачных выступлений удостоился права защищать честь страны на домашних летних Олимпийских играх 1996 года в Атланте — в категории до 60 кг благополучно прошёл первых троих соперников по турнирной сетке, в том числе в одном из поединков взял верх над будущим олимпийским чемпионом из Узбекистана Мухаммадкадыром Абдуллаевым, однако на стадии полуфиналов со счётом 12:15 потерпел поражение от болгарина Тончо Тончева. Таким образом, получил бронзовую олимпийскую медаль.

### Профессиональная карьера
Вскоре по окончании Олимпиады Котен покинул расположение американской сборной и успешно дебютировал на профессиональном уровне. В течение трёх последующих лет одержал ещё 14 побед, не потерпев при этом ни одного поражения. Впервые проиграл среди профессионалов в августе 1999 года в бою за титул чемпиона Североамериканской боксёрской ассоциации с Тедди Ридом — проиграл ему техническим нокаутом в четвёртом раунде.
В период 2000—2004 годов сделал серию из 11 побед подряд, завоевал несколько второстепенных титулов, но затем дважды проиграл — Дайро Хосе Эсаласу и Полу Уильямсу.
В декабре 2007 года в претендентском бою за титул чемпиона мира по версии Международной боксёрской федерации в первом среднем весе встретился с Сечью Пауэллом и уступил ему техническим нокаутом в четвёртом раунде. В дальнейшем больше проигрывал и после очередного поражения в 2012 году принял решение завершить карьеру профессионального спортсмена.